# Paonidia
Paonidia là một chi bướm đêm thuộc họ Erebidae.

## Loài
- Paonidia anthracias Lower, 1897